# Шпак-малюк рудокрилий
Шпак-малю́к рудокрилий (Aplonis zelandica) — вид горобцеподібних птахів родини шпакових (Sturnidae). Мешкає на Соломонових Островах та на Вануату.

## Опис
Довжина птаха становить 19 см. Забарвлення коричневе, крила і нижні покривні пера хвоста рудувато-коричневі. Хвіст короткий, з рівним краєм. Дзьоб міцний, дещо вигнутий, очі карі. 

## Таксономія
Рудокрилий шпак-малюк був вперше описаний французькими зоологами Жаном Куа і Жозефом Гемаром в 1832 році за зразком, який, як помилково вважали вчені, походив із району затоки Тасмана в Новій Зеландії. Новий вид отримав біномінальну назву Lamprotornis zelandicus. Рудокрилий шпак-малюк не зустрічається на Новій Зеландії, його типовим місцем нині вважається острів Ванікоро.

## Підвиди
Виділяють три підвиди:
- A. z. maxwellii Forbes, HO, 1900 — острів Нендо[en];
- A. z. zelandica (Quoy & Gaimard, 1832) — острів Ванікоро;
- A. z. rufipennis Layard, EL, 1881 — острови Бенкс[en] і центральне Вануату.

## Поширення і екологія
Рудокрилі шпаки-малюки мешкають на островах Санта-Крус на крайньому південному сході Соломонових Островів та на Вануату. Вони живуть в тропічних лісах і садах.

## Збереження
МСОП класифікує стан збереження цього виду як близький до загрозливого. Рудокрилий шпак-малюк є рідкісним видом, якому може загрожувати знищення природного середовища.